# Wired World
Wired World è una serie a fumetti ideata da Philip Bond e pubblicata nel Regno Unito sulla rivista Deadline dal 1988 al 1993.